# Wartturm (Weingarten)

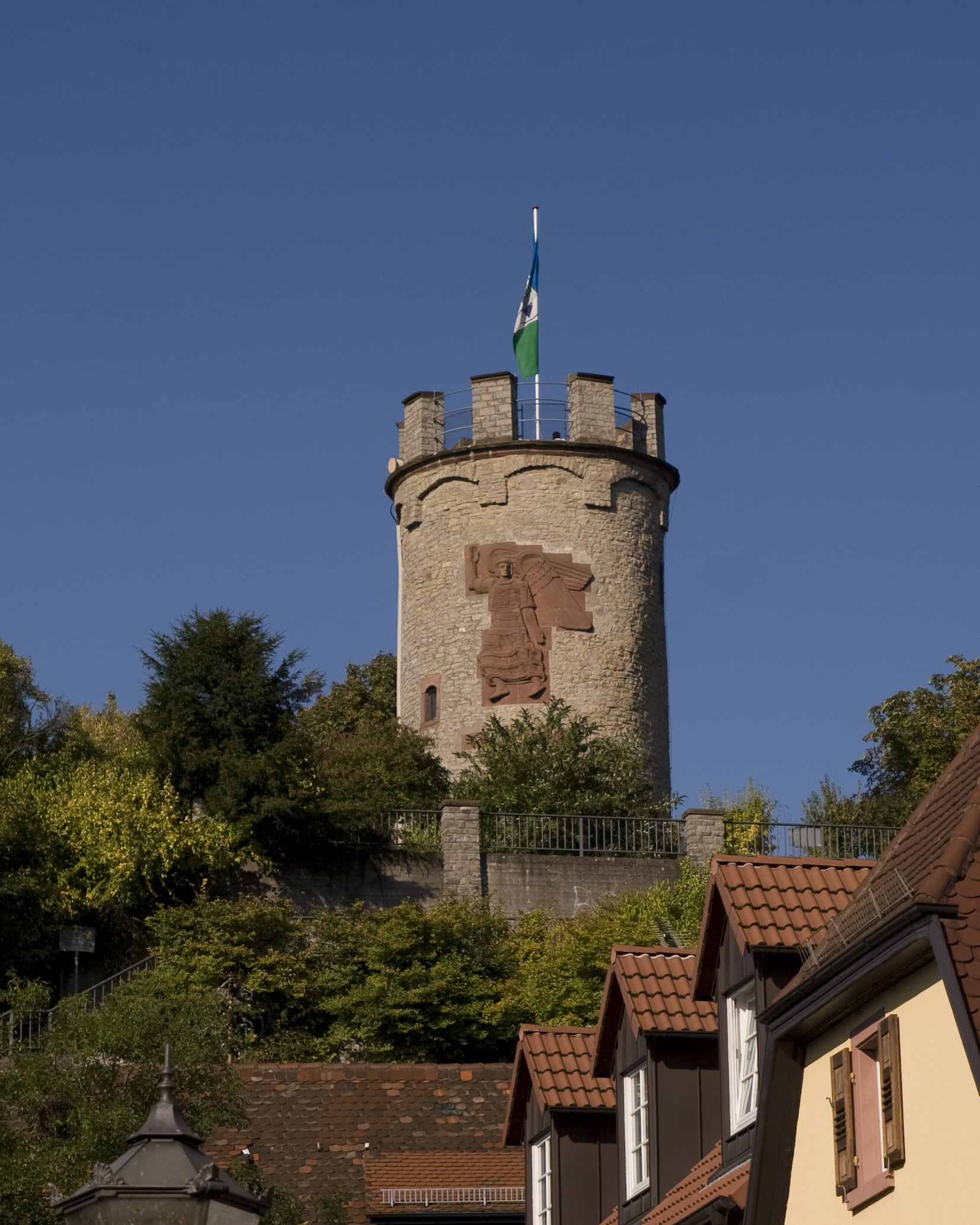
Der Wartturm von Weingarten aus gesehen

Der Wartturm im badischen Weingarten ist ein im Jahre 1589 erbauter Aussichtsturm.

## Geschichte

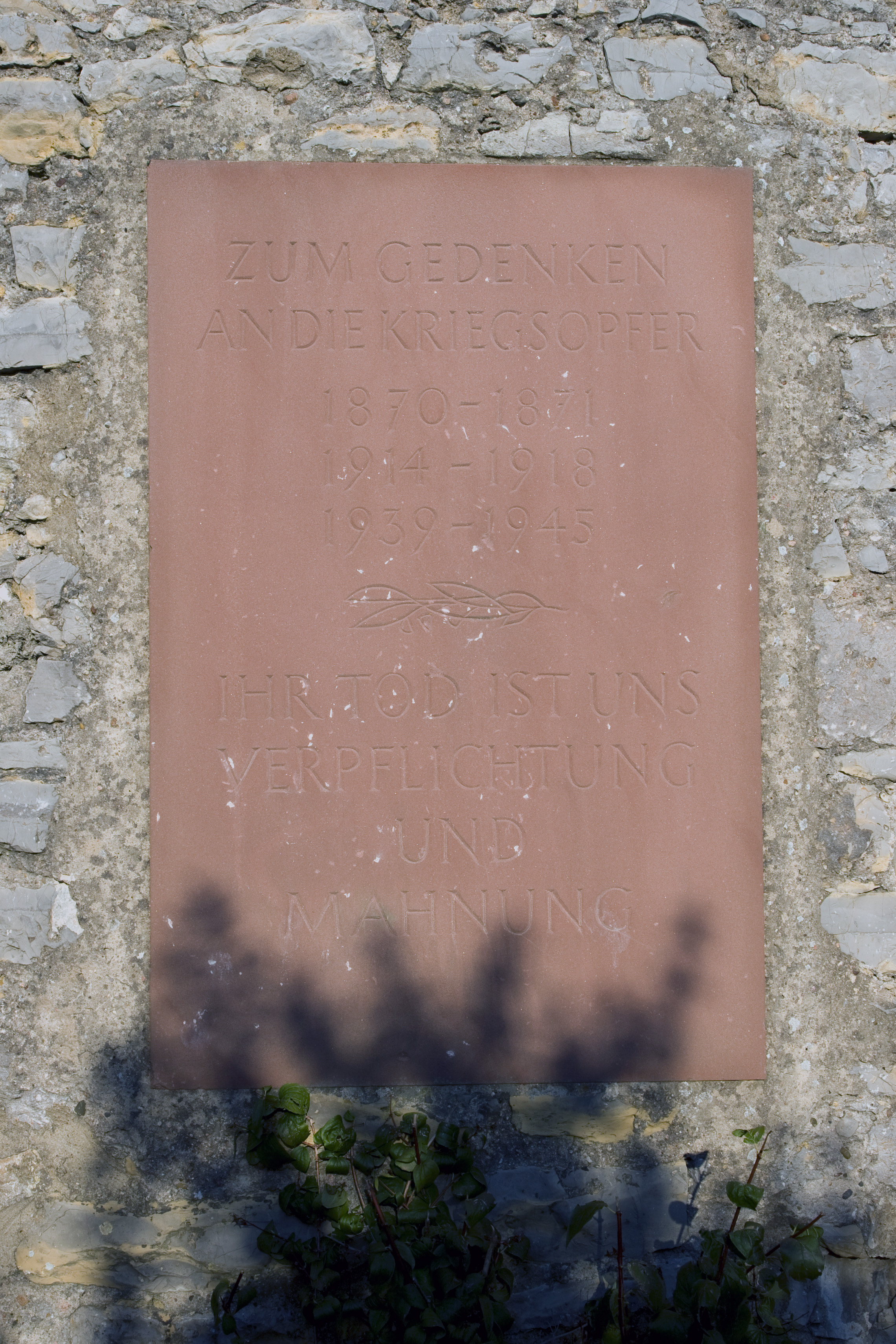
Gedenktafel für die Kriegsopfer

Der Wartturm wurde 1589 als Spähturm mit Aussichtsplattform, Helmdach und Glockenreiter erbaut. Ein zeitgenössisches Ölgemälde von 1610 zeigt sein damaliges Erscheinungsbild. Er diente den kurpfälzischen Truppen als Geleitschutzpunkt für die Sicherung der Handelswege nach Frankfurt, Nürnberg, Augsburg und Basel. Aufgrund seiner Größe diente der Turm niemals als Fluchtturm für die Bevölkerung, diese flüchtete bei Gefahr in die angrenzenden Wälder.
Der Turm, der aus Stein errichtet wurde und dessen innere Struktur aus Holz bestand, brannte im Dreißigjährigen Krieg (1618–1648) oder in dessen Folge das erste Mal aus. Eine weitere Zerstörung erfolgte im Jahr 1689 durch General Mélac, der starke Zerstörungen in ganz Weingarten veranlasste.
Die nächsten Erwähnungen des Wartturmes sind aus Gerichtsprotokollen um 1800 bekannt. Aus diesen Urkunden ist zu entnehmen, dass der Wartturm als Gefängnis verwendet wurde. In einer Federzeichnung des Landesvermessungsamtes wird der Turm 1825 als trigonometrischer Hochpunkt vermerkt.
1884 wurde der Wartturm renoviert. Der Heimatforscher Pfarrer Albert Nikolaus berichtet von einem Streit, bei dem sich letztlich das damals moderne Zinnendach der Großherzoglichen Bezirksbauinspektion mit einem Zinnenkranz durchsetzte.
Am 14. Juni 1938 besuchte der Reichsfeldmarschall Hermann Göring den Wartturm. Im Zweiten Weltkrieg wurde der Turm durch Granaten beschädigt, die Schäden konnten jedoch nach Ende des Krieges schnell beseitigt werden.

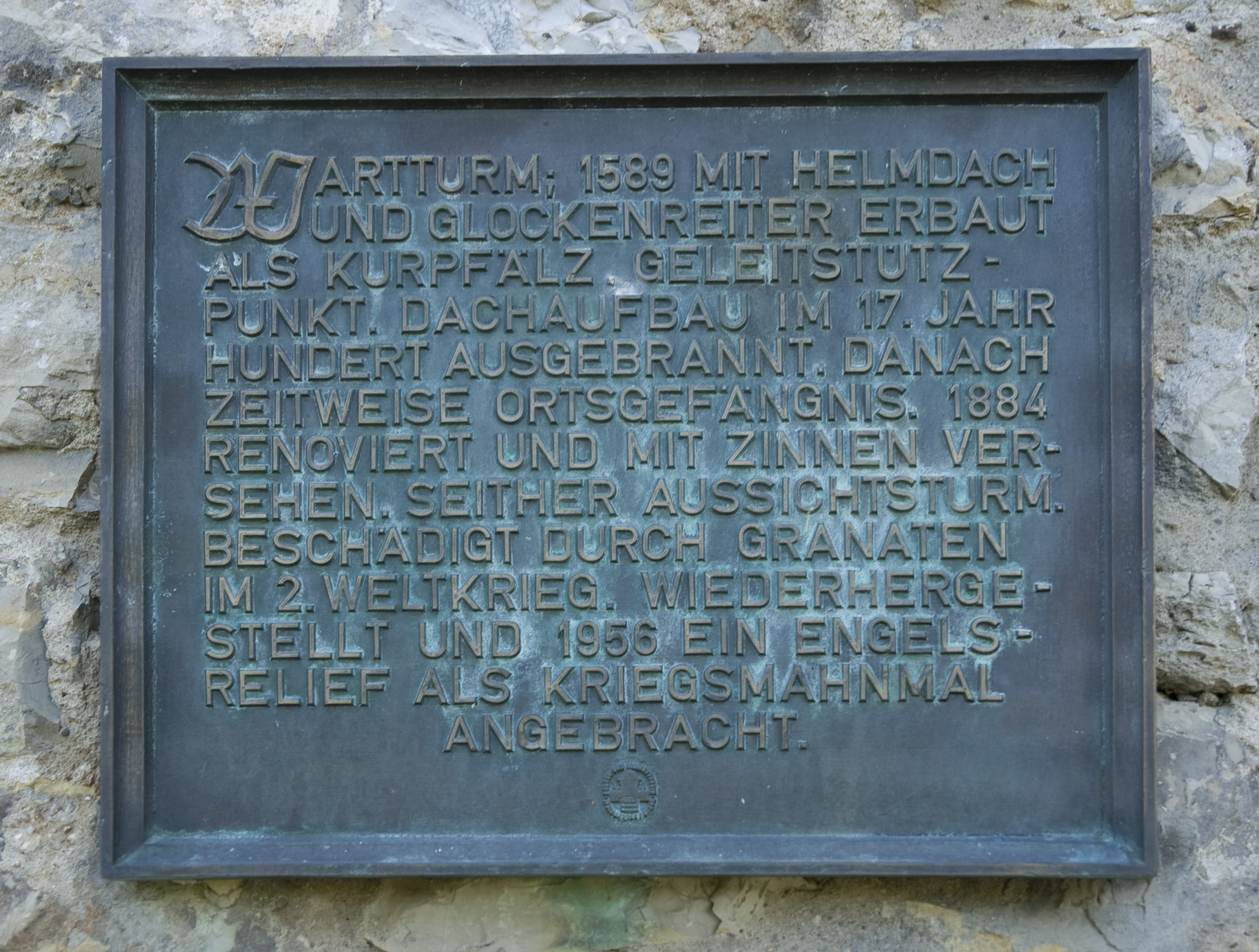
Tafel zur Geschichte des Wartturmes

Zum Gedenken der Gefallenen der letzten drei großen Kriege wurden 1956 ein 2,5 m hohes Engelsrelief und eine Gedenktafel am Turm angebracht. Das Relief stammt vom Heidelberger Künstler Edzard Hobbing.
Eine weitere Sanierung erfolgte 1988, hierbei wurde nicht sein ursprüngliches Aussehen wiederhergestellt, so dass er sich heute mit einem Flachdach zeigt.
Im Innern des Turmes, der zur kostenlosen Besichtigung sonn- und feiertags geöffnet ist, befindet sich ein Museum mit Informationen über Weingarten und die Geschichte des Wartturmes.